# Phú Kiết
Phú Kiết là một xã thuộc huyện Chợ Gạo, tỉnh Tiền Giang, Việt Nam.

## Địa lý
Xã Phú Kiết nằm ở phía tây huyện Chợ Gạo, có vị trí địa lý:
- Phía đông giáp xã Mỹ Tịnh An
- Phía tây giáp xã Thân Cửu Nghĩa
- Phía nam giáp xã Lương Hòa Lạc và xã Thanh Bình
- Phía bắc giáp xã Hòa Tịnh và xã Mỹ Tịnh An.

## Hành chính
Xã Phú Kiết được chia thành 8 ấp: Phú Khương A, Phú Khương B, Phú Khương C, Phú Lợi A, Phú Lợi B, Phú Lợi C, Phú Thạnh, Phú Thạnh A.

## Lịch sử
Xã Phú Kiết xưa kia là thôn Phú An thuộc huyện Kiến Hưng, phủ Kiến An, tỉnh Định Tường.
Ngày 30 tháng 9 năm 2020, HĐND tỉnh Tiền Giang ban hành Nghị quyết số 18/NQ-HĐND về việc thành lập ấp Phú Thạnh trên cơ sở ấp Phú Thạnh B và ấp Phú Thạnh C.

## Danh nhân
- Trần Hữu Trang: soạn giả cải lương.
- Âu Dương Lân: Anh hùng dân tộc.